# Chiesa di Sant'Antonio (Mores)
La chiesa di Sant'Antonio è un edificio religioso situato a Mores, centro abitato della Sardegna nord-occidentale. Consacrata al culto cattolico, fa parte della parrocchia di Santa Caterina, arcidiocesi di Sassari.

La chiesa è ubicata alla periferia del paese e risulta adiacente al convento dei frati cappuccini. Edificata nel sedicesimo secolo e inizialmente dedicata a san Pietro in Vincoli, presenta un'aula mononavata sulla quale si aprono alcune cappelle.